# 도쿄·사이타마 연속 유아 유괴 살인 사건
도쿄·사이타마 연속 유아 유괴 살인 사건(일본어: 東京・埼玉連続幼女誘拐殺人事件)은 1988년 8월 22일부터 이듬해 1989년 6월 11일까지 걸쳐 도쿄도 특별구(고토구) 및 북서부 ~ 사이타마현 남서부에서 미야자키 츠토무라는 26세 인쇄공이 일면식도 없던 연약한 어린 소녀 4명을 잇따라 연속적으로 납치하여 살해한 뒤 옷을 벗겨 시체에 성폭행을 한 후 인근 지역에 유기한 사건을 말한다. 경찰청 광역 중요지정 제117호 사건.

## 개요
이 사건은, 4세에서 7세를 대상으로 삼아 저연령의 여아가 피해자가 되어, 범행 성명을 신문사에 보내거나 초벌판된 피해자의 유골을 유족에게 보내는 등, 지극히 비정상적인 행동을 범인이 취했다는 점에서, 구미를 중심으로 다발하는 아동에 대한 성폭행을 목적으로 한 유괴·살해 사건 등과의 비교도 행해져, 전후 일본 범죄 사상 처음으로 프로파일링의 도입이 검토되었다.
특이성이 강한 사건이었기 때문에 사건 발생 초기부터 치열한 보도전이 벌어졌고, 나중에 범인 아버지가 자살로 인해 미디어 스크럼을 비롯한 보도 방식을 의문시했던 사건이기도 했다.
1989년 7월 23일, 이 사건의 범인인 미야자키 쓰토무가, 도쿄도 하치오지시 미야마초에서, 별건의 성추행 사건을 일으키던 중 피해 여아의 부친에게 붙잡혀(사인 체포), 하치오지 경찰서에 현행범 체포되었다. 조사가 행해지는 가운데, 8월 9일에 연속 유녀 유괴 살인 사건의 일부가 관여를 인정하는 진술을 시작한다. 8월 10일 진술대로 시신이 발견되고 그날 석간과 TV를 통해 대대적인 실명 보도가 시작된다. 8월 11일에 유괴와 살인의 용의로 다시 체포되어 이후 9월에 걸쳐 4개의 사건에의 관여를 차례차례로 진술한다. 또 미야자키는 체포되기 전부터 과거 성범죄자 명단에 따라 수사선상에 떠올랐던 것으로 알려졌다.
미야자키가 자기 방에 소유하고 있던 5,763편의 실사 드라마 등을 촬영한 비디오테이프를 가택수색을 통해 압수한 경찰 측은 이를 분석하기 위해 74명의 수사 인력과 50대의 비디오덱을 동원했다.2주간의 수사를 통해 피해자 유녀 살해 후 촬영한 것으로 보이는 동영상이 발견됐다. 그리고 1989년 9월 2일에 기소한 후, 미야자키의 진술에 의해 사체가 발견되었기 때문에, 일련의 사건 범인으로서 추가 기소했다.
미야자키는 공판에서 "범행은 깨어나지 않는 꿈속에서 했다" "쥐 인간이 나타났다" "내 차와 비디오를 돌려달라"는 등 석연치 않은 발언을 반복하고 있었다.
1997년 4월 14일에 도쿄 지방재판소에서 사형 판결이 내려졌다. 통상, 사형을 선고할 때는 피고인의 정신 상태를 고려해 판결 이유를 낭독한 다음 주문을 뒤로 미루지만, 이 재판에서는 예외로서 첫머리에서 주문을 선고받았다.그 후 공소해도, 2001년 6월 28일에 도쿄 고등재판소에서도 공소 기각되어 1심 판결의 사형을 지지(카와베 요시마사 재판장). 변호측은, 미야자키가 도쿄 구치소에서 환청을 호소해 계속적으로 투약을 받고 있는 것 등을 들어 고등 법원에 되돌려 보내 재감정하도록 요구해 상고했지만, 2006년 1월 17일에 최고재판소 제 3 소법정은, 변호측의 상고를 기각, 사형이 확정되었다(후지타 토오야스 재판장). 이 자신의 사형 확정에 대해 미야자키는 저서 속에서 「아보라고 생각한다.그 재판관은 나중에 울게 된다」라고 말했고, 면회 온 인물에게도 「그 판결은 무엇인가의 실수」라고 이야기하고 있었다.
사형 확정 후 편지에서 교수형에 대한 공포를 호소하며 미국에서나 있을 수 있는 약살형을 원했다.이에 대해서는 미야자키가 옥중에서 쓴 편지를 정리한 저서에 자세하게 기록되어 있어 교수대에서 낙하하는 순간을 「수렁의 공포에 빠뜨려 그것은 인권침해에 해당한다」라고 주장하고 있다.또 동책에서 자신의 최고재판소 판결이 크게 보도된 것을 「역시 나는 인기인이다」라고 말해, 피해자나 유족에 대한 생각을 추궁받아 「특별히 없다.좋은 일을 할 수 있어서 다행이라고 답했다.
2008년 6월 17일, 하토야마 구니오 법무대신 하에서 도쿄구치소에서 미야자키의 사형이 집행되었다. 미야자키의 입을 통해 유족에 대한 사죄와 사건에 대한 반성의 소리가 들려오는 일은 끝내 끝까지 없었다.

## 사건
제1의 사건
1988년 8월 22일 - 당시 4세 여아 A 씨가 유괴·살해됨.살해된 지 얼마 되지 않아 사후 경직되고 딱딱해진 시신을 성추행하는 모습을 비디오로 찍었다.동기에 대해 간이 감정의 문진 기록에서는, 감정인에게 「왜 사진만으로는 끝나지 않게 되었는가」라고 물었을 때는, 제1차 감정에서는 「잘 모른다」, 마지막 피고인 질문에서는 「갑자기 어린 시절이 그리워졌다」라고, 증언이 애매했다.
제2의 사건
1988년 10월 3일 - 당시 7세의 초등학교 1학년 여아 B 씨가 유괴·살해됨.이쪽은 곧바로 성추행을 했지만, 이 시점에서는 아직 약간 숨이 있던 모양으로 다리가 실룩실룩 움직였다는 범인의 증언이 있다. 동기에 대해 진술 조서에서는 「뭐라고 말할 수 없는 스릴이 있었다」, 제1차 감정에서는 「잘 기억나지 않는다」 「제일 인상이 없다」라고 말해 역시 불명료했다.
제3의 사건
1988년 12월 9일 - 당시 4세 여아 C가 유괴·살해됨. C는 실금했다. 초조했던지 범인은 피해자를 산림에 내던졌다. 12월 15일 C의 시신이 전라 상태로 발견된다.12월 20일, C택에 엽서가 도착한다.이 시신을 발견한 뒤 TV에서 피해자의 아버지가 죽었어도 찾을 수 있어 다행이라고 말하는 것을 본 범인이 다른 피해자의 시신도 보내려는 계획을 세웠지만 B 씨의 시신을 찾지 못했다.이 때, 산길에 탈륜 해 우연히 지나간 차에 도움을 요청해 「감색 랭글리」 「번호판이 세 자리」라고 하는 목격 정보가 부상한다.
범행 성명과 고백문
1989년 2월 6일 - A댁에 종이조각과 뼛조각 등이 들어 있는 골판지 상자가 놓여진다. 2월 10일에는 이마다 유코 명의로 A 사건에 관한 첫 서한 범행 성명이 아사히신문 도쿄 본사로 우송된다.2월 11일에는 이 같은 내용의 범행 성명이 A택에 전달된다.A씨를 이리마 강에 가라앉혀 죽였다는 등 사실과 다른 경위가 적혀 있었다. 3월 11일, '이마다 유코'명의 두 번째 서한 '고백문'이 아사히 신문 도쿄 본사와 B택에 도착한다.두 편지 모두 극단적으로 각진 붓과 반대되는 손으로 썼다고도 생각되는 필적이 특징이며 필적감정이 이루어졌다.
제4의 사건
1989년 6월 6일 - 당시 5세 여아 D가 유괴·살해됨. D의 양손을 구워 먹었다고 미야자키는 죄상 인정 여부를 밝히지만 검찰은 자신의 이상성을 강조하기 위해 허위의 사실을 말한 것이라고 논고로 주장했다.판결에서는 검찰측의 주장을 인정해 미야자키가 주장하는 식인 행위는 허위의 혐의가 농후하다고 했다.6월 11일 D의 토막 살인 시체가 발견된다.
현행범 체포
1989년 7월 23일 - 도쿄 도 하치오지 시에서 어린 자매를 노린 성추행 사건을 일으킨다.여동생의 전라사진을 촬영중에 언니로부터 소식을 받은 부친에게 붙잡혀 현행범 체포. 부친은 「D사건의 범인도 아직 잡히지 않았는데」라고 붙잡은 미야자키를 책망했지만, 후일 그것이 연쇄 살인 사건의 범인이라고 알고 깜짝 놀랐다는 당시 매스컴의 취재를 받고 있다.
- 1989년 8월 9일 - D의 살해를 자백하였다.
- 1989년 8월 10일 - D의 머리 부분이 발견됨범인의 매스컴 보도가 시작되었다.
- 1989년 8월 11일 - D의 유괴, 살인, 시체유기 혐의로 다시 체포되었다.
- 1989년 8월 13일 - A.C 유괴살인 자백하였다.
- 1989년 9월 1일 - 경찰청 광역중요지정 117호로 지정하였다.
- 1989년 9월 2일 - 검찰이 기소를 단행하였다.
- 1989년 9월 5일 - B의 살해를 자백하였다.
- 1989년 9월 6일 - 도쿄도 니시타마군 이쓰카이치(현재의 아키루노시)에서 B의 유골 발견되었다.
- 1989년 9월 13일 - A의 유골이 발견되었다.

어린 딸을 죽일 때마다 집에 짚인형을 놓고 방을 어둡게 했으며 머리에 머리띠를 하고 촛불 몇 개를 쓰고 검은 옷을 입고 손을 올렸다 내렸다가 할아버지 부활 의식을 치렀다고 미야자키는 재판에서 주장했다.

## 동기
사건의 기이함 때문에 온갖 추측이 난무하고, 미야자키 자신이 요령부득의 진술을 반복하는 것으로 보아 재판에서도 동기를 완전히 특정하지는 못했다.
감정을 맡은 의사들에 따르면 그는 원래 소아성애자(페도필리아)가 아니라 어디까지나 대체적으로 어린 여자를 노렸다고 증언했다.「성인을 포기하고 유녀를 대체물로 한 것 같고, 소아성애나 사체 성애등의 경향은 볼 수 없습니다」( 제1차 정신 감정 감정 의사 호자키 히데오 법정 증언) 및 「유아를 대상으로 하고 있지만, 본질적인 성도착은 인정되지 않고…유아를 대상으로 한 것은 대체이다」(간이 정신 감정).
미야자키는 1989년 8월 24일 도쿄지방검찰청 총무부 진단실에서 간이정신감정을 받는다.그 결과 정신분열병(당시의 호칭으로 현재는 통합실조증으로 개칭)의 가능성을 부인할 수 없지만 현 시점에서는 인격장애의 범위에 그친다는 진단이 내려지자 검찰은 기소를 단행했다.
공판 개시 후의 1992년 12월 18일부터, 변호측의 의뢰로 3명의 감정의에 의한 3번째(공판 개시 후는 2번째)의 재감정이 시작된다.1994년 12월에 감정서가 제출된다.그 감정에서는 1명은 통합 실조증, 2명이 해리성 동일성 장해와 다른 감정 결과를 내고 있다.

## 재판부터 사형집행까지
제1심
1997년 4월 14일, 도쿄 지방재판소에서 사형판결. 판결시의 피고는 때때로 주위를 싸늘한 표정으로 바라볼 정도로, 언제나처럼 탁상에 펼쳐놓은 노트에 무엇인가를 계속 쓰고 있었다. 법정을 나올 때는 엷은 미소를 지었다.책임능력에 관해서는 체포 시의 그로 하여금 그와 같은 다중인격이나 통합실조증을 의심하게 하는 비정상적인 반응은 보이지 않고, 체포에 의한 구금 반응으로 본 경우에 가장 잘 설명할 수 있다는 이유로 제2회 감정이 채용되지 않아 책임 능력은 완전하게 유지되고 있었다고 여겨졌다. 당일에 항소한 내용
항소심
2001년 6월 28일, 도쿄 고등재판소에서 1심 지지·공소 기각의 판결.동년 7월 10일, 상고.
2004년에는 나라 초등 1 여아 살해 사건이 일어나지만, 동사건의 용의자가 「제2의 미야자키 츠토무」의 발언을 실시한 것에 대해 「정신 감정도 받지 않고, 「제2의 미야자키 츠토무」는 이름을 짓게 하지 않습니다」(잡지 「창」2006년 1월호)이라고 미야자키의 이름을 사용한 것에 대해 통렬하게 비판했다.
상고심
2006년 1월 17일, 최고재판소가 변호측의 상고를 기각.변호측은 판결 정정을 요구했지만, 2006년 2월 1일에 기각[4].
사형 집행
2008년 6월 17일 도쿄구치소에서 사형이 집행되었다. 미야자키는 냉정하게 집행을 받아들이고, 또 미야자키의 모친은 사체와 대면한 후에 처치는 구치소에 맡겼다고 한다.

## 오덕후 때리기
미야자키가 이른바 오타쿠·로리콘·호러광으로 보도되면서 비슷한 취미를 가진 자에 대해 강한 편견이 생겼다.미야자키가 살해 후 어린 딸을 캠코더로 촬영해 방대한 컬렉션의 캠코더 안에 숨겨두고 있었던 것으로부터 현실과 공상·망상과 범죄행위의 경계가 애매하고 명확한 규범의식 결여가 범죄에 이르렀다고 여겨져 이것이 댁이라고 오해받았다.

## '10만 명의 미야자키 츠토무' 루머
코믹마켓 회장을 취재한 어느 텔레비전 프로그램의 리포터가 방문객을 앞에 두고 「여기에 10만명의 미야자키 츠토무가 있습니다!」라고 말했다는 소문이 2000년대에 인터넷등에서, 진의 불명인 채로 퍼졌다.Yahoo!뉴스의 기사에 의하면 사건 발각 당시 , 신문이나 주간지등에서 비슷한 기술은 많이 볼 수 있었지만, 「10만명의 미야자키 츠토무」라고 하는 문언은 사용되고 있지 않았다.또 10만 명의 미야자키 쓰토무를 TV로 봤다는 증언 내용은 다수 있었지만 보도국, 리포터의 이름 성별, 상황이 모두 제각각이어서 소문과 일치하는 영상은 확인하지 못한 것으로 전해졌다.2004년 9월, 잡지에 게재되고 있던 만화 중에서 「10만명의 미야자키 츠토무」발언을 소재로 한 씬이 있으며, 그 이후 인터넷에서 소문이 크게 퍼졌다고 한다.
이러한 소문 중에서, 리포터 동해 하야시 노리코가 「10만명의 미야자키 츠토무」의 발언자라고 지목되기도 했다.

### 공포 작품
미야자키의 방에서 압수된 대량의 비디오테이프 속에 기니피그2 혈육화가 포함돼 있었다고 보도되자 이 작품에 영향을 받아 범행에 이르렀다는 해석이 세간에 퍼져 기니피그 시리즈는 전 작품이 절판된다. 그러나 실제 방에서 압수된 것은 전편 코미디조 기니피그4 피터의 악마 여의사이며 미야자키는 기니피그2를 보지 않았다고 진술하고 있다. 하지만 이 여파로 미야자키 체포 후 한동안 공포영화 TV방송이 자제됐다.
포르노 작품[소스를 편집]
이 사건 이후 1989년경부터 창작물에 대한 성적 묘사에 규제가 강화됐다.소년 만화 등에서 여성의 나체를 표현하는 장면에서 젖꼭지가 보이지 않도록 수정한 것도 이 무렵부터다.청년지에서는 「ANGEL」등의 인기 작품이 연재 중지되었다.
당시 이 사건의 취재를 하고 있던 키무라 토오루는, 편향 보도가 있었다고 「요미우리 위클리」의 블로그(2005년 11월 21일)에서 주장하고 있다(해당 엔트리는 곧바로 삭제되었다.관련기사). 삭제된 엔트리에서 기무라는, 민방 카메라맨이 방구석에 수십권 있던 잡지 중, 성인용 서적을 제일 위에 올려놓고 촬영하는 행위가 있었다고 주장하고 있다. 5,787개에 엄청난 양의 비디오테이프의 대부분은 [남도아호우코시엔]이나 [도카벤]등의 대량의 애니메이션 작품의 녹화 테이프가 차지하고 있었다.
이들 테이프는 대부분 일반 TV방송을 녹화한 것이나 그 TV녹화가 마니아에 의해 더빙된 것이며 이들은 펜팔 등의 방법으로 교환된 것이라는 얘기가 있다.당시의 보도에 의하면, 이러한 매니아 사이에서의 텔레비전 녹화한 더빙 비디오의 교환은 여기저기서 행해지고 있었지만, 미야자키는 이 교환으로 원하는 테이프를 입수할 때에, 상대에게의 답례가 충분하지 않고, 지연하는 트러블도 있었다고 한다.또 미야자키가 원하는 작품을 척척 입수하는 반면 상대의 부탁은 최대한 거절하는 태도를 보였기 때문에 미야자키를 제명한 서클도 있었다.또 동아리 멤버들에게서 미야자키는 완록 마니아(모든 이야기를 녹화하지 않으면 직성이 풀리지 않는 타입)이자 앳된 인상을 받고 있었다.

### 소아 아동에 대한 영향
이 사건을 계기로 어린아이에게 성충동을 느끼는 페도필리아 기호가 널리 알려지면서 보호자들이 어린이를 둘러싼 성범죄에 대해 강한 공포감을 갖게 되었다.
텔레비전의 유아 프로그램등에서도, 아동(여아)의 알몸·속옷이 화면에 비치는 것을 피하게 되었다.게다가 미야자키가 어린 시절부터 동물에 대해서 잔학한 행위를 행하고 있었다고 하는 보고도 있어, 동물 학대 행위가 이러한 범죄 행위의 전조라고 생각하는 경향도 있다.

### 텔레비전 프로에서의 보도
미야자키 쓰토무가 제1의 사건을 진술한 이후 NHK와 민영방송 TV의 보도·와이드쇼 프로그램은 연일 연쇄 유괴 살인사건 관련 보도를 대대적으로 전했다.그 직전, 가이후 도시키가 제76대 내각총리대신에 취임하고, 제1차 가이후 내각이 발족한 지 얼마 안 되었지만, 미야자키가 제2·제3의 사건의 진술을 한 것으로부터, 사건의 경위를 검증하는 형태로 유괴 살인 사건 보도를 우선하고 있었다.각 민영방송의 와이드쇼는 8월 하순까지 연일 30분~1시간(경우에 따라 2시간이나) 정도로 유괴 살인사건 관련의 화제를 우선하고 있었지만 8월 26일에 레이노미야 후미히토 친왕(현·아키시노노미야)이 가와시마 노리코와의 약혼을 발표하고 나서는, 사건 보도의 취급이 점차 축소되어 갔다.
기타 영향
사건 당시 후지TV에서 방송중인 애니메이션 <란마 1/2>에서 8월 19일 방송 예정이었던 제14화 <납치된 P짱 빼앗긴 난마>가 유괴를 연상시킨다며 급히 방송내용을 바꿔, 후일 방송 예정이었던 애니메이션 오리지널 에피소드 회를 방송했지만 그 이야기의 회상 장면에 아직 미방송 장면이 있어 이야기가 이어지지 않는 부분이 있다.또 이 회는 방송 범위 이동 후에 방송되었으나 이동 후의 방송 규모가 로컬 세일즈 범위였기 때문에 일부 방송국에서는 이동 시 중단되어 재방송화, 소프트웨어화까지 볼 수 없는 지역도 있었다.
일본 록밴드 ARB의 악곡 「MURDER GAME」의 가사 내용이 본 사건과 흡사하다는 NHK의 지적이 있어 [출처] 방송이 금지되었다.또 이 악곡의 가사 내용은 비디오게임광인 남자가 놀이 상대의 아이를 죽인 것으로 미야자키가 일으킨 사건의 개요와는 다르다.

## 원죄설
이 사건에 대해 원죄설을 주장하는 사람들이 모여, 「M군 재판을 생각하는 모임」이라고 하는 시민 단체를 조직했다.대표자 기노시타 노부오(응용수학자, 메이지대 명예교수)는 1994년 『메이지대 교양논집』에 『재판과 논리학-유녀 연속 유괴 살인사건에 보는 원죄의 궤적』이라는 논문을 싣고 원죄론을 폈다.
M군 재판을 생각하는 모임 회원인 오가사와라 카즈히코는 원죄설의 입장에서 『미야자키 츠토무 사건 꿈속:그는 어디로 가는가』(현대인문사, 1997년)를 집필하기도 했다.

## 그 외
미야자키 쓰토무가 1989년 3월 11일에 「이마다 유우코」명의로 제2의 서한 「고백문」을 아사히 신문 도쿄 본사와 살해된 여아의 집에 보내고 있는데, 그 고백문에서는, 전년 1988년에 도네가와 하천 부지에서 백골화한 사체가 발견된 군마초 2여아 살해 사건에 대해 언급하고 있다.군마초 2 여아 살해 사건은, 사체의 발견 현장이 하천 부지였던 것, 사체의 양팔의 팔꿈치로부터 앞과 두 다리의 무릎이 없었던 것 등, 미야자키의 사건과의 공통점이 있었다.그 때문에, 이 사건도 미야자키의 범행이라고 의심하는 미디어도 있었지만, 살해 시기가 미야자키의 제1의 살해 사건으로부터 1년 가깝게 떨어져 있던 것, 사건 현장이 약간 떨어져 있던 것, 미야자키와 묶는 증거가 발견되지 않았던 적도 있어, 미야자키의 범행으로서는 입건되지 않고, 2002년 9월 15일에 공소시효가 끝나 미해결 사건이 되었다.

## 같이 보기
- 미야자키 쓰토무